# 알레한드로 포소
알레한드로 "알렉스" 포소 포소(스페인어: Alejandro "Álex" Pozo Pozo, 1999년 2월 22일 ~ )는 스페인의 축구 선수이다. 그는 현재 폴란드 엑스트라클라사의 야기엘로니아 비아위스토크에서 뛰고 있다.